# Віктор Вальд
Віктор Вальд (справжнє ім'я Віктор Михайлов; 9 листопада 1961, Херсон) — український письменник.
Лауреат літературної премії Коронація слова: у 2017 році за роман «Останній бій Урус-шайтана».

## Про псевдонім письменника
Письменник використовує псевдонім «Вальд». Як виник псевдонім, письменник розповів. Сталося це кілька років тому, коли Михайлов готував до друку свій роман «Кат». Українські видавці сподівалися, що роман зацікавить їх західних колег, і запропонували письменнику придумати для себе псевдонім, який був би привабливим для європейського читача.
"Я намагався це зробити, але нічого не виходило, — розповів письменник. — І тоді запропонував видавцям самим придумати мені псевдонім, якщо у них виникла така ідея. Через три дні мені телефонують і кажуть, що є псевдонім. Вони звернули увагу на те, що я у передмові до книги згадав про слова Тараса Шевченка, який з болем писав про зневагу українців до власної історії і зазначав, що ми немов би чекаємо чергового німця, який розповість нам, як ми колись жили. Кажуть: "Ти розповідаєш нам про нашу історію, ось і будеш таким «німцем». Твій псевдонім — Вальд, що німецькою — «ліс».

## Біографія
Навчався у школі № 36, де вже тоді захоплювався читанням різних літературних праць, а також проявляв цікавість до краєзнавства. Віктор Вальд закінчив Херсонський індустріальний інститут. Після закінчення офіцерської школи отримав звання лейтенанта. Служив у лавах армії. Пізніше працював: майстром прядильного цеху на Рівненському льонокомбінаті; у приватних підприємствах Херсона та Києва; редактором у херсонському видавництві «Айлант». Перша книга «Спарта» вийшла друком у 2008 році.
Наразі Віктор Вальд — член Національної спілки письменників України, 
- лауреат: Міжнародного літературного конкурсу «Коронація слова» (2017); 
- лауреат: щорічного обласного конкурсу «Краща книга Херсонщини» (2018), (2019); 
- лауреат: міського літературного конкурсу ім. Миколи Братана (2019); 
- лауреат: обласної літературноі премії ім. Миколи Куліша (2020).

## Почесний громадянин Херсона
3 вересня 2021 року Віктору Михайлову (Вальду) присвоїли звання Почесного громадянина міста Херсона (рішення сесії Херсонської міської ради № 455) за вагомий внесок у розвиток літератури та популяризацію Херсона і Херсонщини як літературного краю на всеукраїнському на міжнародному рівнях.

## Твори
- «Палач»
- «Проклятие палача»
- «Месть палача»
- «Спарта» (під власним іменем Віктор Михайлов, 2008)
- «Останній бій Урус-шайтана» (2017)
- «Меч Сагайдачного» (2019)
- «Іванова гора» (історична новела, 2019)
- «Отаман» (2020)